# Vol AVAir 3378
Le vol AVAir 3378 était un vol régulier, opéré par la compagnie aérienne régionale AVAir (Air Virginia), pour le compte d'American Eagle, qui reliait l'aéroport international de Raleigh-Durham, en Caroline du Nord, à l'aéroport international de Richmond, en Virginie. 
Dans la nuit du 19 février 1988, le Fairchild SA227-AC Metro III qui assurait ce vol s'est écrasé peu après le décollage, par faible visibilité, de l'aéroport international de Raleigh-Durham, tuant les 2 pilotes et les 10 passagers à bord de l'appareil.

## Accident
Le vol 3378 a décollé de la piste 23R de l'aéroport international de Raleigh-Durham à 21h25, et a grimpé jusqu'à atteindre une hauteur de 300 pieds (91 m). Peu de temps après, la dernière transmission de l'appareil a été reçue par le contrôle aérien. L'avion a maintenu une vitesse de montée appropriée, mais a entamé un virage avec un angle excessif de 40 à 45°; alors qu'un virage standard s'effectue avec un angle de 22°. 
En raison de ce virage, l'avion a commencé à perdre de l'altitude, puis a ensuite heurté la surface de l'eau dans un réservoir, à 30 m du rivage, situé à 1 554 m à l'ouest de la piste 23R, avant de finir sa course dans la forêt située près du rivage, en ne laissant aucun survivant parmi les 12 personnes à bord.

## Enquête
Le NTSB a déterminé que la cause probable de cet accident fut l'incapacité des 2 pilotes à maintenir une trajectoire de vol appropriée. 
Les facteurs contributifs furent la gestion et la supervision inefficaces de la formation de l'équipage et la surveillance inappropriée par la FAA des opérations menées par la compagnie aérienne.